# 金志映 (1974年)
金志映（1974年9月7日—），曾譯金智英，韓國女演員，丈夫為演員南成鎮。

## 演出作品

### 電視劇
- 1996年：MBC《甜蜜的人生》
- 1997年：MBC《最愛的人是你》飾演 美淑
- 1999年：SBS《漢城奇缘（又譯：番茄/忽然情人）》飾演 尹沙拉
- 1999年：MBC《媽媽姊姊》
- 2001年：KBS《Cool》飾演 崔世拉
- 2003年：MBC《天鵝湖》
- 2004年：KBS《北京我的愛》
- 2004年：KBS《老處女日記》飾演 金智英
- 2004年：KBS《我們結婚去》
- 2004年：SBS《土地》
- 2006年：MBC《愛情無法擋》
- 2006年：SBS《愛上醜八怪》飾 秦采妍
- 2009年：SBS《兩個妻子》飾 尹英姬
- 2010年：KBS《嫁給我吧》飾 南正茵
- 2012年：MBC《May Queen》飾 李鳳熙
- 2012年：JTBC《無子無憂》（客串）
- 2014年：KBS《Drama Special－周歲》飾 貞淑
- 2014年：MBC《全都是泡菜》飾 劉夏恩
- 2015年：MBC《偉大的糟糠之妻》飾 趙晶順
- 2016年：SBS《愛情來了》飾 李恩熙
- 2019年：SBS《Good Casting》飾 黃美順
- 2020年：KBS《絕妙的遺產》飾演 會長（特別出演）
- 2020年：JTBC《優雅的朋友們》飾 池明淑
- 2022年:TVING《怪異》飾 韓石熙
- 2022年:tvN《Link：盡情吃，用力愛》飾 洪福熙
- 待定：tvN《颱風商社》飾演 鄭貞美

### 電影
- 1998年：《If It Snows On Christmas》
- 2003年：《Happy Ero Christmas》
- 2005年：《Dancing Princess》
- 2005年：《夢精記2》（客串）
- 2006年：《Old Miss Diary》（客串）
- 2008年：《生命中最輝煌的瞬間》
- 2010年：《大鼻子情聖：戀愛操作團》
- 2012年：《我妻子的一切》
- 2012年：《恐怖故事》
- 2014年：《Plan Man》
- 2019年：《雞不可失》飾演 恩靜（特別出演）
- 2019年：《極限逃生》飾演 李貞賢
- 2021年：《今天決定我愛你》饰演 南山塔围巾女子（友情出演）
- 2023年：《單身首爾》饰演 京雅
- 2024年：《夏末的茶花女》[1]
- 2024年：《黑带出勤中》饰演 河善贞（特别出演）

## 外部連結
- 金志映的Instagram帳戶
- 金志映在NAVER上的资料
- 金志映在韩国电影数据库（KMDb）上的資料（韓語）
- 金志映在互联网电影资料库（IMDb）上的資料（英文）
- 金志映在HanCinema的頁面（英文）